# Boeing XP-8
Boeing XP-8 (Boeing Model 66) – doświadczalny amerykański samolot myśliwski zaprojektowany w zakładach Boeing w latach 20. dla United States Army Air Corps jako prywatna inicjatywa tej firmy. Samolot bazował w dużej mierze na wcześniejszym Boeing PW-9. Zbudowano tylko jeden prototyp, a jego postawie powstał udany myśliwiec pokładowy Boeing F2B-1.

## Historia
Samolot został zaprojektowany w zakładach Boeinga jako prywatna inicjatywa tej firmy w odpowiedzi na specyfikacje USAAC z kwietnia 1935 na myśliwiec napędzany nowy, wiszącym (odwróconym) silnikiem rzędowym typu Packard 2A-1500 o mocy 600 KM. Samolot został zamówiony 24 listopada 1925 i przekazany Armii na zasadzie umowy użyczenia (bailment contract), według którego Armia miała zapewnić silnik i całe wojskowe oprzyrządowanie, ale samolot miał pozostać własnością Boeinga. Maszyna została dostarczona Armii w lipcu 1927 jako Boeing Model 66 (numer fabryczny 806, numer seryjny Armii 28-39), jeszcze bez oznaczenia wojskowego, ale już pomalowana na wojskowy sposób; szaro-oliwkowy kadłub i skrzydła, wprowadzone wówczas horyzontalne pasy biało-czerwone na ogonie i biała gwiazda USAAC. Samolot początkowo, w czasie jego oblatywania, otrzymał tymczasowe oznaczenie P-507, a w styczniu 1928 po jego wykupieniu go przez Armię za 15.000 dolarów ostateczne XP-8. W późniejszym czasie samolot został przemalowany według obowiązującego wówczas schematu USAAC - szaro-oliwkowy kadłub oraz zastrzały i chromowożółte skrzydła oraz ogon.
Samolot bazował w znaczniej mierze na wcześniejszym Boeing PW-9/FB, ale w konstrukcji wprowadzono także szereg zmian. Najbardziej oczywistą zmianą była nietypowa instalacja chłodnicy która została umiejscowiona w środkowej części dolnego skrzydła, które było umieszczone pod kadłubem, na najniższej podłużnicy. Podobnie jak wcześniejsze samoloty, XP-8 był dwupłatem jednokomorowym z duraluminiowymi rozpórkami N i skrzydłami o zwężającym się obrysie.
Kadłub i skrzydła miały taką samą konstrukcję jak PW-9 (kadłub kratownicowy ze spawanych, stalowych rur w przedniej części oraz z łączonych śrubami rur duraluminiowych w tylnej) z tą różnicą, że tylne druty usztywniające skrzydła zostały zastąpione cienkimi rurkami. Skrzydła miały konstrukcję drewnianą, cały samolot był kryty płótnem. Na przednim wsporniku podwozia zainstalowano pneumatyczny amortyzator, podobnie jak wcześniejszym w Boeingu FB-2, to rozwiązanie stało się później standardem myśliwcach Boeinga.
Uzbrojenie samolotu stanowiły dwa karabiny maszynowe umieszczone w przedniej części kadłuba i strzelające przez śmigło - jeden kalibru 12,7 mm i jeden 7,62 mm.

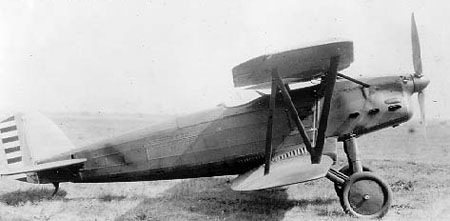
Boeing XP-8

XP-8 został oblatany 14 lipca 1927. Samolot został bardzo pozytywnie przyjęty przez pilotów Armii, zwracano uwagę na jego bardzo aerodynamiczne kształty i gładkie linie z bardzo wąskim, ostrym nosem. Maszyna miała bardzo dobre właściwości pilotażowe i duży kokpit co było szczególnie chwalone przez pilotów.
Nieudana za to była jego jednostka napędowa. Silnik Packarda, będący jeszcze wówczas w fazie eksperymentalnej, był trudny w utrzymaniu i eksploatacji, a przez to osiągi samolotu były określane jako niewystarczające.
XP-8 był ostatnim myśliwcem Armii z silnikiem Packarda, był także ostatnim dwupłatowcem Boeinga zaprojektowanym dla Armii ze skrzydłami o zwężającym się obrysie.
Samolot nie został zamówiony do produkcji seryjnej, ale niektóre ulepszeń użytych przy jego konstrukcji zostało później wykorzystanych przy projektowaniu następnych myśliwców Boeinga.
Słabe osiągi samolotu nie pozwoliły co prawda na jego masową produkcję, ale znakomite oceny pilotów wpłynęły na United States Navy, która zamówiła jego wersję morską Boeing F2B-1 z innym silnikiem. Używany przez zespół akrobacyjny USN, The Three Hawks, był jednym z najpopularniejszych samolotów końca lat 20.
Samolot został zezłomowany w bazie Wright Field w czerwcu 1929.